# Sologne

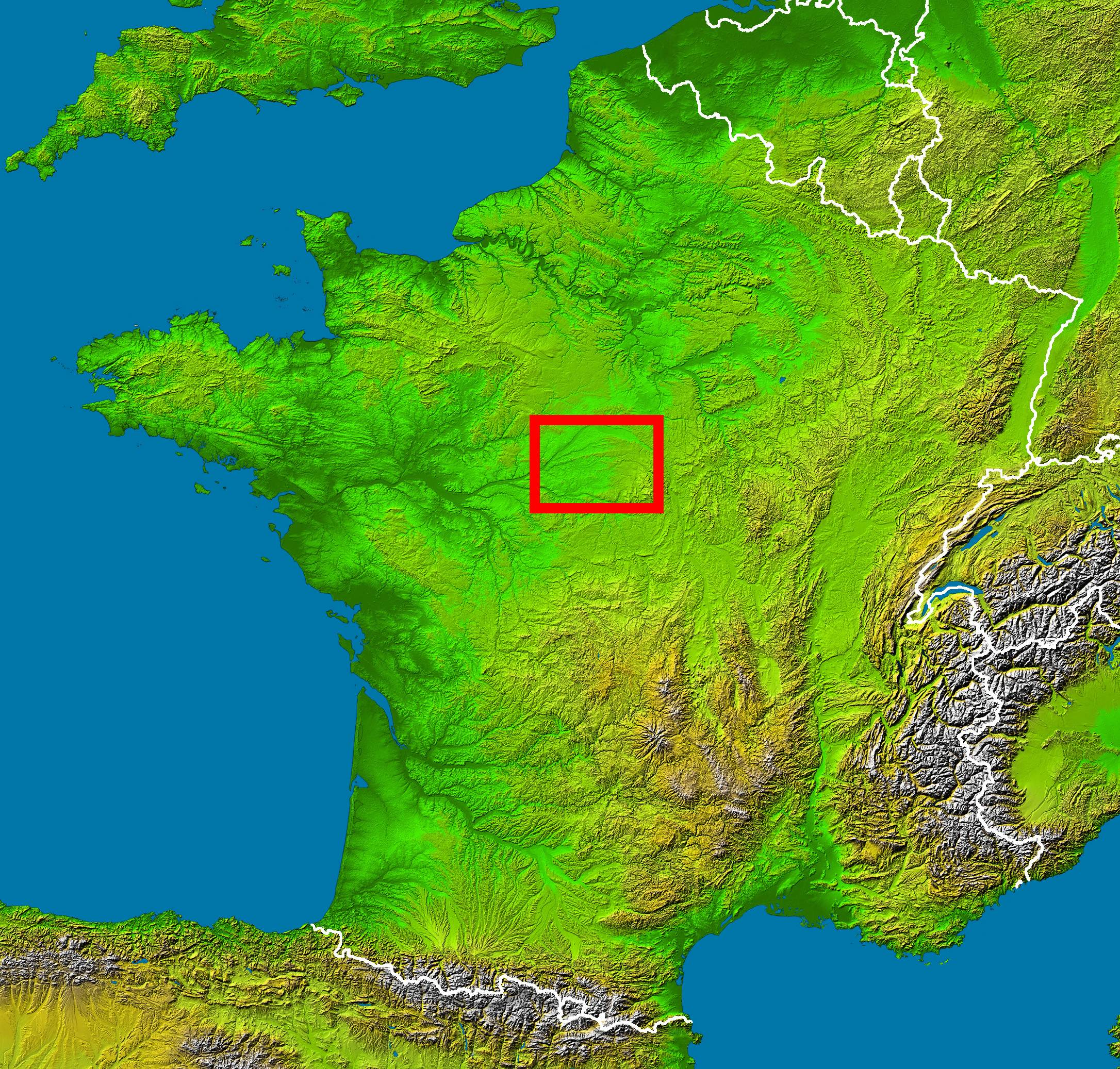
Poloha oblasti Sologne

Sologne je lesnatá a rovinatá oblast ve středu Francie v regionu Centre-Val de Loire jižně od řeky Loiry, severně od oblasti Berry a východně od oblasti Touraine. Její rozloha je asi 500 tisíc hektarů, z toho asi 12 tisíc hektarů rybníků. Leží na území departementů Loiret, Loir-et-Cher a Cher.

## Významná sídla
- Romorantin-Lanthenay – původ města sahá až do 12. století
- La Ferté-Saint-Aubin
- Salbris
- Lamotte-Beuvron
- Aubigny-sur-Nère

V oblasti se nachází řada větších i menších zámků, k nejznámějším patří Chambord, Cheverny, Château du Moulin a Ferté-Saint-Aubin.